# Nyitott leolvasási keret
A molekuláris genetikában nyitott leolvasási keret (open reading frame, ORF) az olyan leolvasási keret neve, ami nem tartalmaz stop kodont (tehát általában két stopkodon közötti rész). Az átírási terminátor „szünet”-helyek az ORF után találhatók, hiszen ha az átírás megállna a stop kodon előtt, félkész fehérje készülne el az átírás során.
Normális esetben a start kodon utáni régió olvasási keretét megszakító inzertációk a szekvencia kereteltolódásos mutációját (frameshift mutation) okozzák, és áthelyezik a stop kodon-szekvenciákat is.

## Jelentősége
A nyitott leolvasási keretek gyakori felhasználási módja, hogy a génpredikció számára plusz információt nyújtanak. A hosszú ORF-ek, más bizonyítékokkal együtt, segítenek a DNS-szekvenciában lévő fehérjekódoló régió-jelölt területek előzetes azonosításában. Az ORF jelenléte nem feltétlenül jelenti azt, hogy az adott régió valaha is átírásra kerül. Például egy véletlenszerűen generált DNS-szekvenciában, ha minden nukleotid azonos valószínűséggel fordul elő, átlagosan 21 kodononként fordulna elő stop kodon. Egy egyszerű, prokariótákra írt génpredikciós algoritmus kereshetne például olyan start kodont, amit egy tipikus fehérje kódolásához elegendő hosszúságú nyitott leolvasási keret követ, és a régióban a kodonok gyakorisági értékei megfelelnek az adott élőlény kódoló régióiban szokásos értékeknek. Önmagában egy hosszú nyitott leolvasási keret nem elégséges bizonyíték egy gén jelenlétére.

## Példa
Tegyük fel, hogy egy genom kis részlete szekvenálásra került (pl. 5'-ATCTAAAATGGGTGCC-3'), ekkor az ORF-ek megtalálhatók, ha mindegyik szálon mindhárom lehetséges olvasási keretet megvizsgáljuk. Az említett szekvenciában a három lehetséges leolvasási keretből kettő teljesen nyitott, tehát nem tartalmaz stop kodont:
1. ...A TCT  AAA  ATG  GGT  GCC...
2. ...AT CTA  AAA  TGG  GTG  CC...
3. ...ATC TAA  AAT  GGG  TGC  C...

A DNS-ben lehetséges stop kodonok a „TGA”, „TAA”  és a „TAG”. Ezért a példa harmadik olvasási kerete tartalmaz stop kodont („TAA”), míg a másik kettő nem.

## ORF-kereső eszközök
1.ORF Finder:  
Az ORF Finder (Open Reading Frame Finder) egy grafikus analizáló eszköz, ami a felhasználó által feltöltött vagy az adatbázisban már szereplő szekvenciában megkeresi a beállított minimum hosszúságot elérő összes nyitott leolvasási keretet. Az eszköz képes a standard vagy alternatív genetikai kódok használatára is. A meghatározott aminosavsorrend különböző formátumokban elmenthető, és felhasználható a WWW BLAST szerver szekvencia-adatbázisában való keresésre. Az ORF Finder teljes és pontos szekvenciák előkészítésében nyújt segítséget. Egybe szokták csomagolni a Sequin szekvenciaanalizáló és -beküldő szoftverrel.
2. ORF Investigator: 
Az ORF Investigator nem csak a kódoló és nem kódoló szekvenciákról szolgáltat információt, hanem képes különböző gének/DNS-régiók páronkénti globális egymás mellé igazítására. Az eszköz hatékonyan megtalálja az aminosav-szekvenciákhoz tartozó ORF-eket, és átalakítja azokat egybetűs aminosavkódokká, valamint megadja azok elhelyezkedését a szekvencián belül. A szekvenciák páronkénti globális egymás mellé igazítása megkönnyíti a különböző mutációk, köztük egypontos nukleotid-polimorfizmusok detektálását. A Needleman- és Wunsch-algoritmusokat használja fel a gének igazítására. Az ORF Investigator az architektúrák között hordozható Perl programozási nyelven íródott, így az összes elterjedt operációs rendszeren hozzáférhető.
3. ORFPredictor:
Az OrfPredictor egy webszerver, melynek célja az EST-kben (expressed sequence tag, a kifejeződött szekvenciadarab címkéje) található fehérjekódoló régiók meghatározása. Az olyan szekvencialekérdezésekre, melyekre a BLASTX-ben van találat, a program megjósolja a kódoló régiókat a BLASTX igazításban azonosított  transzlációs leolvasási keretek alapján; ha nincs találat, megjósolja a legnagyobb valószínűségi kódolási régiót a lekérdezési szekvencia egyéb paraméterei alapján. A program kimenete a megjósolt peptidszekvencia FASTA formátumban, és egy definíciós sor, ami tartalmazza a lekérdezés azonosítóját, a transzlációs leolvasási keretet és kódoló régió elejének és végének nukleotid-pozícióit. Az OrfPredictor lehetővé teszi az EST-kből nyert szekvenciák annotációját, ami főleg nagyméretű EST-projektek számára lehet érdekes.